# U-751
Unterseeboot 751 foi um submarino alemão do Tipo VIIC, pertencente a Kriegsmarine que atuou durante a Segunda Guerra Mundial.
O submarino foi afundado por cargas de profundidade lançadas de aeronaves britânicas Armstrong Whitworth Whitley e Avro Lancaster no dia 17 de julho de 1942, causando a morte de todos os 48 tripulantes.

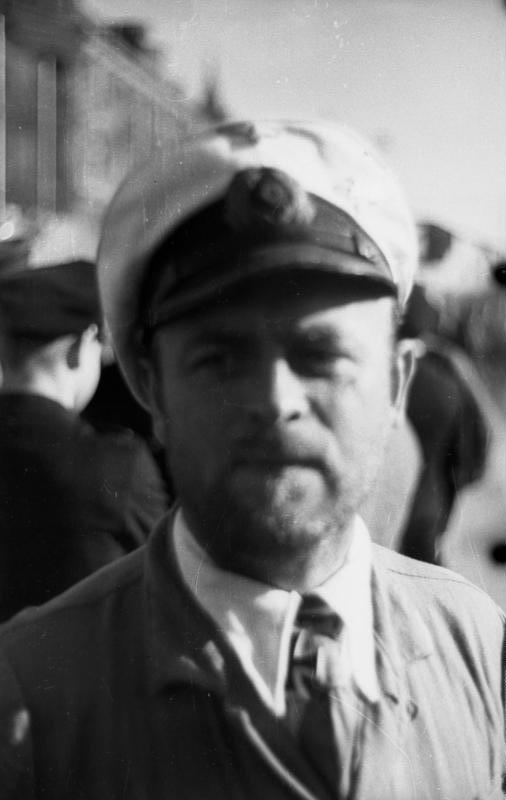
Kptlt. Gerhard Bigalk (1908-1942).

## Comandante
| Comandante            | Período                                     |
| --------------------- | ------------------------------------------- |
| Kptlt. Gerhard Bigalk | 31 de Janeiro de 1941 - 17 de Julho de 1942 |

## Carreira

### Subordinação
| 31 de Janeiro de 1941 - 17 de Julho de 1942 | 7. Unterseebootsflottille |

### Patrulhas
|       | Comandante            | Partida     | Partida     | Chegada     | Chegada     | Dias     | Toneladas |
| ----- | --------------------- | ----------- | ----------- | ----------- | ----------- | -------- | --------- |
| 1     | Kptlt. Gerhard Bigalk | 3 Jun 1941  | Kiel        | 5 Jul 1941  | St. Nazaire | 33 dias  | 5,370     |
| 2     | Kptlt. Gerhard Bigalk | 2 Aug 1941  | St. Nazaire | 8 Sep 1941  | St. Nazaire | 38 dias  |           |
| 3     | Kptlt. Gerhard Bigalk | 11 Oct 1941 | St. Nazaire | 8 Nov 1941  | St. Nazaire | 29 dias  |           |
| 4     | Kptlt. Gerhard Bigalk | 16 Dec 1941 | St. Nazaire | 26 Dec 1941 | St. Nazaire | 11 dias  | 11,000    |
| 5     | Kptlt. Gerhard Bigalk | 14 Jan 1942 | St. Nazaire | 23 Feb 1942 | St. Nazaire | 41 dias  | 19,583    |
| 6     | Kptlt. Gerhard Bigalk | 15 Apr 1942 | St. Nazaire | 15 Jun 1942 | St. Nazaire | 62 dias  | 4,555     |
| 7     | Kptlt. Gerhard Bigalk | 14 Jul 1942 | St. Nazaire | 17 Jul 1942 | Afundado    | 4 dias   |           |
| Total | Total                 | Total       | Total       | Total       | Total       | 218 dias | 40 508 t  |

### Sucessos
- 5 navios afundados num total de 32 412 GRT [5]
- 1 navio de guerra afundado num total de 11 000 toneladas
- 1 navio danificado num total de 8 096 GRT

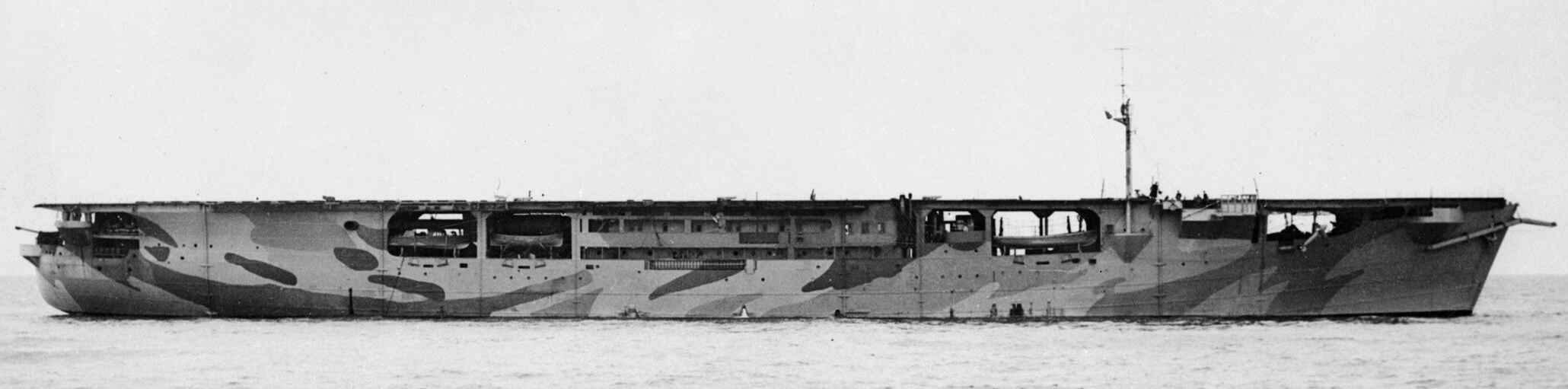
Porta-aviões HMS Audacity (D-10) afundado pelo U-751.

| Data        | Comandante     | Nome da Embarcação   | Toneladas | Nacionalidade  |
| ----------- | -------------- | -------------------- | --------- | -------------- |
| 14 Jun 1941 | Gerhard Bigalk | St. Lindsay          | 5 370     | Reino Unido    |
| 21 Dez 1941 | Gerhard Bigalk | HMS Audacity (D-10)  | 11 000    | Reino Unido    |
| 2 Fev 1942  | Gerhard Bigalk | Corilla (danificado) | 8 096     | Países Baixos  |
| 4 Fev 1942  | Gerhard Bigalk | Silveray             | 4 535     | Reino Unido    |
| 7 Fev 1942  | Gerhard Bigalk | Empire Sun           | 6 952     | Reino Unido    |
| 16 Mai 1942 | Gerhard Bigalk | Nicarao              | 1 445     | Estados Unidos |
| 19 Mai 1942 | Gerhard Bigalk | Isabela              | 3 110     | Estados Unidos |
| Total       | Total          | Total                | 40 508    |                |

## Operações conjuntas de ataque
O U-751 participou das seguinte operações de ataque combinado durante a sua carreira:
- Rudeltaktik West (16 de junho de 1941 - 20 de junho de 1941)
- Rudeltaktik Hammer (5 de agosto de 1941 - 12 de agosto de 1941)
- Rudeltaktik Grönland (12 de agosto de 1941 - 27 de agosto de 1941)
- Rudeltaktik Bosemüller (28 de agosto de 1941 - 2 de setembro de 1941)
- Rudeltaktik Seewolf (2 de setembro de 1941 - 5 de setembro de 1941)
- Rudeltaktik Reissewolf (21 de outubro de 1941 - 31 de outubro de 1941)